# Pavel Osipovich Sukhoi

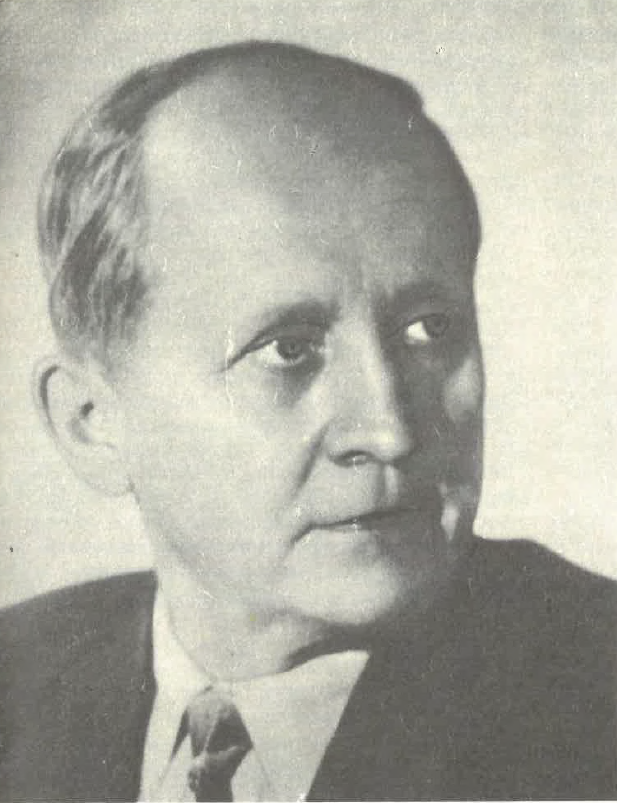
Pavel Sukhoi

Pavel Osipovich Sukhoi (tiếng Nga Павел Осипович Сухой) (22 tháng 7 năm 1895 - 15 tháng 9 năm 1975) là một tổng công trình sư thiết kế và chế tạo máy bay của Liên Xô, ông là người Belarus.
Sukhoi được sinh ra ở Glubokoye gần Vitebsk, một ngôi làng nhỏ ở Belarus. Ông đến trường từ năm 1905 đến 1914 tại trường trung học Gomel. Năm 1915 ông đến học tại Trường kỹ thuật Đế chế Moscow (ngày nay là MGTU). Sau khi đệ nhất thế chiến nổ ra, ông nhập ngũ, vào năm 1920 ông được giải ngũ vì những vấn đề liên quan đến sức khỏe. Ông trở lại MGTU, và tốt nghiệp vào năm 1925.
Vào năm 1925 ông hoàn thành luận án có tên Chasseur Single-engined aircraft of 300 cv dưới sự hướng dẫn của Andrei Tupolev. Vào tháng 3-1925 ông bắt đầu làm việc như một kỹ sư/thiết kế ở TsAGI (Viện khí động học). Trong những năm sau đó, Sukhoi được thiết kế và xây dựng những máy bay nổi tiếng thế giới. Những ví dụ bao gồm máy bay ném bom hạng nặng TB-1 và TB-3. Vào năm 1932 ông đứng đầu ban kỹ sư và thiết kế ở TsAGI và năm 1938 ông được thăng chức đứng đầu của phòng thiết kế.
Vào tháng 9-1939, Sukhoi được đứng đầu một phòng công trình và thiết kế độc lập có tên là OKB Sukhoi, trụ sở ở Kharkiv. Sukhoi không hài lòng với vị trí của OKB. OKB Sukhoi được tách ra từ cục khoa học Moscow và nó được chuyển vị trí tới Podmoskovye. Việc di chuyển được hoàn tất trong nửa năm 1941. Vào mùa đông năm 1942, Sukhoi gặp vấn đề khác - ông không có dây chuyền sản xuất của mình, do đó ông không có gì để làm. Ông đã phát triển một máy bay tấn công mặt đất mới, Su-6, nhưng Stalin quyết định rằng máy bay này không được đưa vào sản xuất, khi đó đang dành ưu tiên cho Ilyushin Il-2. Những lý do là: đầu tiên, việc sản xuất những máy bay khác chậm lại và đúng lúc đó là chiến tranh do đó đây là điều không tốt, và thứ 2, Stalin đặc biệt không thích Sukhoi.
Máy bay tiêm kích-ném bom được phát triển bởi Sukhoi là Su-17 và Su-24. Máy bay chiến đấu cuối cùng Sukhoi thiết kế là T-10 (Su-27) nhưng ông không sống được đến lúc xem nó bay. Ông mất vào 25 tháng 12-1975, ông được trao tặng các danh hiệu tiến sĩ khoa học, giảng viên của MGTU, 2 lần Anh hùng Lao động (1957, 1965), Giải thưởng Nhà nước Liên Xô và Giải thưởng Lenin, Giải thưởng số 1 mang tên A. N. Tupolev.